# Lleó Fontova i Planes
Lleó Fontova i Planes (Barcelona, 1875 - Buenos Aires, 1949) fou un violinista i director d'orquestra català.
Fill de l'actor Lleó Fontova i germà del compositor Conrad Abelard Fontova. De petit mostrà ja grans maneres pel violí i quan només tenia sis anys actuà al Gran Teatre del Liceu. Gràcies a la concessió d'una beca per part de la reina regent Maria Cristina d'Àustria, que el sentí en un concert, el 1888 es traslladà a Brussel·les per estudiar música. A la capital belga aconseguí, el 1890, el primer premi de violí al Conservatoire Royal de Musique.
Des del 1896 residí a l'Amèrica del Sud, primer a l'Argentina i després a l'Uruguai. S'instal·la a Buenos Aires, on hi fundà l'Instituto Musical Fontova, juntament amb el seu germà, i l'Asociación Filarmónica Argentina (1911), i dirigí l'Orfeó Català de la ciutat. També fou el creador dels Conciertos Populares Gratuitos, que tingueren una gran acollida.